# Ochicanthon maryatiae
Ochicanthon maryatiae är en skalbaggsart som beskrevs av Ochi, Ueda och Masahiro Kon 2006. Ochicanthon maryatiae ingår i släktet Ochicanthon och familjen bladhorningar. Inga underarter finns listade i Catalogue of Life.